# Nilusi
 (mars 2020).
Nilusi Nissanka, dite Nilusi, née le 12 février 2000 à Paris, est une chanteuse, compositrice, réalisatrice et productrice française. Elle est révélée au grand public lors de son passage dans l'émission L'école des fans nouvelle génération puis avec le groupe Kids United, avant de se lancer dans une carrière solo marquée par des projets musicaux et cinématographiques.

## Biographie

### Enfance et débuts
Nilusi Nissanka naît dans le XIVᵉ arrondissement de Paris. Originaire du Sri Lanka, sa famille vit en région parisienne depuis sa naissance. Elle a un grand frère, dit Sunaï, également musicien et chanteur.
Très jeune, Nilusi développe une passion pour la musique. Dès l’âge de deux ans, elle chante lors d’événements. À 7 ans, elle commence à s’inscrire elle-même à des castings et concours. Ses parents l'accompagnent dans toute la France. Elle apprend parallèlement la guitare et le piano.

### Carrière

#### Débuts et Kids United (2014–2017)
En 2014, elle participe à l'émission L'école des fans nouvelle génération aux côtés de TAL et a remporté la finale.
En 2015, elle rejoint Kids United, un groupe lancé par l’UNICEF et M6. Avec eux, elle sort plusieurs albums à succès, participe à des tournées complètes dans les Zéniths et à deux concerts sold out à l’AccorHotels Arena. Plus de 3 millions d’albums sont vendus.
Elle lance en 2016 le projet solidaire La Pizza du Sourire, pour venir en aide à une école au Népal.
En décembre 2017, après un concert à Bercy, elle quitte le groupe pour poursuivre sa carrière en solo.

#### Carrière solo et projets pluridisciplinaires (2019–aujourd’hui)
À partir de 2019, elle sort ses premiers singles en solo tout en affirmant une nouvelle direction artistique, plus intime et engagée. Elle participe à l’émission Je suis une célébrité, sortez-moi de là ! pour soutenir l’UNICEF.
En 2020, elle dévoile deux EPs, Confinée et Humanoïde, qui amorcent un virage plus introspectif et personnel.
En 2023, elle écrit, réalise, produit et interprète son premier long-métrage, NARA, tourné au Sri Lanka. Entièrement auto-produit via sa société Gleam Pictures, ce film marque une nouvelle étape dans sa carrière dans le cinéma.
C’est en 2024 qu’elle concrétise sa vision avec la sortie de son premier album, Lettre à l'univers. Fruit de plusieurs années de travail indépendant, l’album puise dans des influences traditionnelles, soul, rnb avec des mélodies hybrides. Tous les clips sont auto-produits[non pertinent] et tournés au Sri Lanka, pays d’origine de sa famille. Nilusi y investit toutes ses économies[non pertinent], son temps et son identité, donnant naissance à un projet profondément personnel et entièrement libre, devenu le symbole de son engagement pour une création indépendante, féminine et consciente.
Parallèlement, Nilusi s’impose comme autrice-compositrice pour d’autres artistes. Elle co-écrit notamment "Alibi" pour Yseult. Elle signe également "Move" pour Banks, "So High" pour M. Pokora, et collabore pour l'artiste Ayra Star. Sa plume, reconnue en France comme à l’international, se distingue par une approche émotionnelle et profondément humaine.[réf. souhaitée]

## Discographie

### En Solo

#### Albums studio
- 2024 : Lettre à l'univers (Réédition version acoustique)
- 2024 : Lettre à l'univers

#### EP
- 2020 : Confinée
- 2020 : Humanoïde

### Avec les Kids United

#### Albums studio
- 2015 : Un monde meilleur[1]
- 2016 : Tout le bonheur du monde
- 2017 : Forever United
- 2017 : Chante la vie chante (Love Michel Fugain)
- 2018 : Sardou et nous...

#### Album live
- 2017 : Le Live

## Tournées

### Avec les Kids United
- 21 mai 2016 - 03 août 2017
- 14 octobre 2017 - 17 décembre 2017

### En solo
- Humanoïde - 11 décembre 2020

## Filmographie

### Cinéma
- 2023 : NARA – Réalisation et rôle principal

### Doublage
Longs métrages
- 2016 : La Bataille géante de boules de neige : France

### Télévision
Séries
- 2018 - 2020 : Profilage : Olivia Lathis (saisons 9 et 10)

#### Émissions
- 2019 : Je suis une célébrité, sortez-moi de là ! : elle-même